# Master's Hammer
Master's Hammer es una banda de black metal fundada en 1987 en Praga, antigua Checoslovaquia (hoy República Checa). Se ha mantenido en actividad con diversos cambios de alineación entre 1987 a 1995, con una reunión a partir del 2009 hasta el presente.
Es considerada una de las agrupaciones más representativas del género en su país, al interpretar sus canciones íntegramente en idioma checo. Además, es una de las precursoras en incorporar elementos sinfónicos y  operáticos al metal. En menor medida, ha experimentado con sonidos electrónicos o avant-garde metal.

## Historia
La banda fue formada en 1987 por tres estudiantes de la Academia de las Artes, Arquitectura y Diseño en Praga: František Štorm (vocales/guitarras/sintetizador), Ferenc Fečo (batería) y Milan "Bathory" Fibige (bajo), inspirados en bandas como Manowar o Metallica. Sin embargo, dicha formación no fue consistente en el tiempo, siendo Štorm el único miembro permanente y principal compositor de las letras. 
Para ese entonces, la difusión de material discográfico a nivel internacional desde el bloque comunista, era sumamente difícil, así que la banda debió depender de distribuir su trabajo a través de demos o grabaciones de baja calidad, hasta 1990. 
Su conformación más exitosa se logró a finales de los 80s,  con  Štorm, el tecladista Vlasťa Voral, el guitarrista  Tomáš "Necrocock" Kohout, el bajista Tomáš "Monster" Vendl, el baterista Mirek Valenta y el percusionista Honza "Silenthell" Přibyl.
Desde 1991 hasta la fecha, la alineación más regular la han compuesto Štorm, el guitarrista "Necrocock" y el baterista / percusionista "Silenthell",  músicos que han estado en la mayoría de grabaciones.
Entre 1987 y 1990 Master's Hammer publicó cuatro demos en formato de casete, antes de firmar un contrato con Monitor Records, un pequeño sello diquero checo propiedad de Thorn EMI, fundado en 1989. Con este respaldo, lanzaron su álbum debut Ritual en 1991, siendo uno de los primeros éxitos locales de la etiqueta. De acuerdo a la banda, Ritual vendió más de 25.000 copias en la República Checa. El disco contiene canciones regrabadas con mayores arreglos y una mejor producción que los demos publicados previamente.
Apenes un año después dieron a conocer el álbum Jilemnický okultista y fue relanzado en 1993 con su título en inglés, The Jilemnice Occultist (a menudo mal escrito como  The Filemnice Occultist  debido a un error tipográfico en el folleto). Este segundo disco fue editado bajo la etiqueta francesa Osmose Productions, por lo que obtuvo una mayor distribución internacional. Jilemnický okultista  es más experimental y diverso que el anterior. El crítico alemán Götz Kühnemund en la revista Rock Hard, lo describió como "uno de los discos de death metal más extraordinarios del año".
Luego de varios años de inactividad, lanzaron su tercer álbum (Šlágry en 1995), el cual fue un alejamiento bastante significativo de los trabajos anteriores, al incorporar muchos estilos fuera del género del metal y varias canciones totalmente instrumentales; al respecto, la banda anunció que habría un "Šlágry II  y un próximo CD-ROM,  en el que confiarán más en utilizar cantantes profesionales de ópera y músicos de orquesta", aunque este pretendido álbum finalmente nunca fue lanzado. Con Šlágry la banda se disolvió ese mismo año,  y cada uno de sus miembros se integró a otros grupos o se dedicó a otros proyectos personales. 
En 2009 Master's Hammer regresó a los estudios de grabación, y fue reformada parcialmente, al incluir una vez más al bajista "Monster" (Tomáš Vendl) y al tecladista Vlasťa Voral. Con esta formación publicaron su cuarto álbum Mantras, su primer trabajo discográfico en 14 años. 
A finales del 2012 fue lanzado el quinto álbum llamado Vracejte konve na místo.. Este CD fue premiado como el mejor disco hard rock y heavy metal en los premios de la música checa y premios Břitva de 2012.
En julio de 2013,  Master's Hammer creó su propio sello discográfico, llamado Jihosound Records, bajo el cual lanza su sexto álbum de estudio en 2014, titulado Vagus Vetus.

## Estilo musical
En su estilo musical,  la revista Kerrang! describió a Master's Hammer  como "fusión Thrash con temas clásicos", y The Jilemnice ocultista se llamó "una opereta en tres actos con títulos tan extraordinarias como 'Eso Magnífico ciervos se ha desvanecido en Bush" y "I don' t Want, Señores para molestar los oídos '".  Götz Kühnemund de la revista alemana Rock Hard comparó el álbum conceptual El Jilemnice ocultista de King Diamond, aunque el estilo de martillo de la Maestra era" considerablemente más intransigente ", pero la voz" suena como una mezcla voces profundas de King Diamond y gruñidos guturales de Quorthon ", siendo Bathory una influencia obvia aunque Hammer Máster tiene un sonido de sus propios incluyendo teclados, instrumentos clásicos y pasajes orquestales.
Hablando de "Ritual" Fenriz, el baterista de la banda de metal negro noruego influyente Darkthrone, señaló que el álbum "es en realidad el primero Noruego álbum de metal negro, a pesar de que son de Checoslovaquia".
En Šlágry, la banda "virtualmente abandonado el metal negro operística de versiones anteriores en favor de la música electrónica modernista" y "comparte créditos con Carl Czerny, Otto Katz, y Giuseppe Verdi editoriales, mezclando trozos de metal, folk y música concreta en un estilo basado en la vanguardia clásica ".

## Miembros

### Actuales
- František Štorm - (vocales/guitarras/bajo/sintetizador  1987-1995, 2009-presente)
- Necrocock (Tomáš Kohout) - (vocales/guitarras 1989-1995, 2009-presente)
- Honza Kapák - (batería 2011-2012, 2016-presente)

### Antiguos miembros
- Miroslav Valenta (batería, 1990-1992)
- Ferenc Fečo (batería, 1987-1989)
- Míla Křovina (guitarras, 1988)
- Ulric For (batería, 1988)
- Bathory (Milan Fibiger) (bajo 1987-1989)
- Monster (Tomáš Vendl) - (bajo, 1990-1992, 2009)
- Carles R. Apron (batería, 1989-1990)
- Vlasta Voral - (teclados, 1990-1995, 2009)
- Silenthell (Honza Přibyl) - (batería/tímpano 1989-1995, 2009-2015)

## Discografía

### Demos
- The Ritual Murder (demo, 1987)
- Finished (demo, 1988)
- The Mass (demo, 1989)
- The Fall of Idol (demo, 1990)
- Jilemnický okultista (demo, 1992)

### Álbumes de estudio
- Ritual (1991)
- Jilemnický okultista (1992)
- Šlágry (1995)
- Mantras (2009)
- Vracejte konve na místo. (2012)
- Vagus Vetus (2014)
- Formulæ (2016)
- Fascinator (2018)

### EP y sencillos
- Klavierstück (EP, 1991)
- Master's Hammer (sencillo, 2012)

### Recopilaciones
- Ritual / The Jilemnice Occultist (2001)
- Demo Collection #1: The Ritual Murder / Live in Zbraslav (2003)
- Demo Collection #2: Finished / The Mass (2003)
- Demo Collection #3: The Fall of Idol / Jilemnický okultista (2003)
- Demos (2013)

### Conciertos
- Live in Zbraslav 18.5.1989 (1989)

### Álbumes split
- Master's Hammer / Blackosh (2013) - Colaboración con Blackosh
- Master's Hammer / Blackosh (2014) - Colaboración con Blackosh

### Tributos
- Tribute To Master´s Hammer (2000) - Varios artistas